# Chronicle (film)
Chronicle is een sciencefictionfilm uit 2012 geregisseerd door Josh Trank en geschreven door Max Landis. De film is opgenomen in "found footage" stijl, maar wel uit het perspectief van verschillende camera's die personages bij hebben (bijvoorbeeld gsm, tablet, camera), zodat er toch meerdere camerahoeken mogelijk zijn. De film werd uitgebracht in Europa op 1 februari 2012 en in de Verenigde Staten op 3 februari 2012.

## Verhaal
Andrew Detmer begint met het filmen van zijn leven; zijn moeder Karen is stervende aan kanker en zijn alcoholistische vader Richard mishandelt hem. Op school wordt Andrew vaak gepest. Andrews neef Matt nodigt hem uit voor een feestje om hem te helpen vrienden te maken, maar dat loopt uit de hand doordat Andrew filmt en dat leidt tot een conflict. Hij verlaat het feestje. Dan ontmoet hij Steve, de vrijwel bekendste student van de school, om iets vreemds te gaan filmen wat hij en Matt in de bossen hebben gevonden. Het trio gaan een gat in de grond in, waar zij een hard raar geluid horen, en vinden een blauw kristalachtig object. Als het kristalachtig object rood wordt, geeft het hen pijnlijke bloedneuzen. Als het erger wordt, valt de camera uit.
Weken later testen ze hun nieuwe krachten uit: ze hebben de mogelijkheid om alles te laten bewegen uit vrije wil, begrijpen ze dat ze tot een vorm van telekinese in staat zijn en ze worden steeds sterker. Ze krijgen wel bloedneuzen als er iets ergs is met een van hen. In eerste instantie gebruiken ze hun krachten voor pranks, maar wanneer Andrew met zijn krachten een toeterende automobilist van een brug afduwt in een rivier besluiten ze regels op te stellen dat ze hun krachten niet op mensen gebruiken. Ze ontdekken dat ze ook in staat zijn om te vliegen, en dit testen ze uit. Andrew wil graag Tibet bezoeken omdat het er zo vreedzaam is. Later moedigt Steve Andrew aan om mee te doen met een talentenjacht op school om populair te worden. Andrews “goochelact” verbaast veel mensen en na de talentenjacht vieren Andrew, Matt en Steve een huisfeest en Andrew wordt populair. Na wat beerpongen en drinken met zijn klasgenoot Monica gaat Andrew naar boven om seks met haar te hebben, maar dit loopt uit de hand doordat Andrew moet overgeven, wat hun beide voor schut zet.
Andrews moeders gezondheid wordt steeds slechter en zijn vader Richard komt erachter dat hij een camera heeft gekocht en zijn leven filmt. Als hij hem aanvalt vecht Andrew terug en overmeestert hem met zijn krachten en vlucht weg. Steve vindt Andrew in het midden van een heftige storm en probeert met hem te praten, maar Andrew vermoordt hem door een bliksemschicht op hem af te vuren. Matt heeft zo zijn verdenkingen over het feit dat Andrew misschien Steve heeft vermoord, maar Andrew ontkent dit. Stilletjes smeekt Andrew om vergeving bij het graf van Steve. Andrew wordt steeds eenzamer en agressiever; hij rukt een pestkop z'n tanden eruit met zijn krachten. Als hij niet genoeg geld heeft om zijn moeders medicijnen op te halen begint hij mensen te beroven. Als hij bij een tankstation aankomt veroorzaakt hij per ongeluk een explosie die hem in het ziekenhuis brengt met een paar aanzienlijke brandwonden. Als zijn vader binnenkomt informeert die Andrew dat zijn moeder overleden is en hij geeft Andrew de schuld. Als zijn vader op het punt staat hem te slaan, en verontschuldigingen eist van Andrew, wordt Andrew wakker en de muur van zijn ziekenhuiskamer ontploft.
Op een verjaardagsfeestje krijgt Matt een bloedneus en weet daardoor dat Andrew in de problemen zit. Hij en zijn vriendin, Casey, gaan naar het ziekenhuis, waar Andrew buiten zweeft. Na het redden van Richard, die Andrew probeerde te doden, confronteert Matt zijn neef bij de Space Needle en probeert met hem te redeneren, maar Andrew wordt juist vijandig. Andrew valt Matt aan en ze vechten in de stad, crashend door gebouwen en voertuigen. Woedend, volledig krankzinnig en zwaar gewond gebruikt Andrew zijn krachten om de gebouwen om hem heen te vernietigen en bedreigt honderden levens. Niet in staat om Andrew te stoppen en achtergelaten zonder andere keuze gebruikt Matt zijn krachten om Andrew te doorboren met een speer van een nabijgelegen standbeeld. De politie omringt Matt, maar hij vliegt weg.
Later landt Matt in Tibet met Andrews camera. Hij positioneert de camera naar een Tibetaans klooster in de verte voordat hij wegvliegt en hij laat de camera daar voorgoed achter.

## Rolverdeling
- Dane DeHaan - Andrew Detmer
- Michael B. Jordan - Steve Montgomery
- Alex Russell - Matt Garrety
- Michael Kelly - Richard Detmer
- Ashley Hinshaw - Casey
- Joe Vaz - Michael Ernesto
- Anna Wood - Monica

## Ontvangst
Op Rotten Tomatoes kreeg de film 85% aan positieve reviews en een gemiddelde score van 7.1/10, gebaseerd op 166 reviews. Op Metacritic kreeg de film een gemiddelde score van 69/100, gebaseerd op 31 reviews.